# Patricia de Lille
Patricia de Lille, geboren als Patricia Lindt (Beaufort-Wes, 17 februari 1951), is een Zuid-Afrikaanse politica. Sinds 2023 is zij minister van Toerisme in de Zuid-Afrikaanse regering onder president Cyril Ramaphosa. Eerder was zij onder meer minister van Openbare Werken en Infrastructuur (2019–2023) en burgemeester van Kaapstad (2011–2018).
Sinds 2018 is De Lille politiek leider van de partij Good. Voordien was ze lid van het PAC (1987–2003), de Independent Democrats (2003–2014) en de Democratische Alliantie (2010–2018).

## Loopbaan
Patricia De Lille begon haar loopbaan als laboratoriumassistente in Kaapstad. Ze raakte uit dien hoofde betrokken bij een vakbond, de Zuid-Afrikaanse Chemische Werkersunie. In 1983 werd ze daar verkozen tot lid van het uitvoerend comité. In 1988 werd zij verkozen tot de nationale ondervoorzitter van de National Council of Trade Unions (Nactu). Dit was de hoogste positie die ooit door een vrouw bekleed werd in de Zuid-Afrikaanse vakbondsbeweging.
In 1990 werd zij verkozen als lid van het nationale uitvoerende comité van het Pan Africanist Congress (PAC) en in die rol nam zij deel aan de onderhandelingen die tot een nieuwe grondwet moesten leiden (Codesa). Deze onderhandelingen leidden uiteindelijk tot de eerste democratische verkiezingen in april 1994. Bij deze verkiezingen werd De Lille zelf verkozen in de Nationale Vergadering. Van 1994 tot 1999 was zij voorzitter van het vaste comité voor transport en fractieleidster van het PAC. 

### Wapenschandaal
De Lille speelde een grote rol in het aan de kaak stellen van een groot corruptieschandaal rond de aankoop van wapens door de ANC-regering in 1999. Er kwam een officieel onderzoek dat de "National Prosecuting Authority" dat ook de rol van de latere president Jacob Zuma onder de loep zou nemen. Op 4 april 2009 bevestigden de Onafhankelijke Democraten dat De Lille aanwezig zou zijn bij de aankondiging van deze commissie waarbij alle verdenking tegen Zuma aan de kant zou worden geschoven. Op de morgen dat deze aankondiging gemaakt zou worden werd zij geweerd uit de vergadering en kreeg zij net als Helen Zille te horen dat ze maar tv moest kijken om de uitslag te horen.

### Burgemeester en minister
In 2003 verliet De Lille het PAC om een nieuwe partij te stichten: Independent Democrats (ID). Met deze partij behaalde zij zeven zetels bij de parlementsverkiezingen van 2004 en vier zetels bij de verkiezingen van 2009. In 2010 sloot Independent Democrats zich aan bij de Democratische Alliantie (DA). Namens die partij was De Lille van september 2010 tot mei 2011 actief binnen de politiek van de provincie West-Kaap; ze was lid van het Provinciale Parlement van de West-Kaap en minister van Sociale Ontwikkeling in de provinciale regering.
In 2011 werd De Lille naar voren geschoven als burgemeesterskandidaat bij de gemeenteraadsverkiezingen in Kaapstad. Ze wist de zittende burgemeester Dan Plato te verslaan en werd op 1 juni 2011 als burgemeester beëdigd. In 2016 werd ze herkozen voor een tweede ambtstermijn. Als burgemeester werd De Lille beschuldigd van nepotisme en een slechte aanpak van de droogtecrisis in Kaapstad. Ook vanuit haar eigen partij kwam stevige kritiek op haar bestuur. Uit vrees om door haar toedoen afgestraft te worden bij de verkiezingen van 2019, besloot de DA in mei 2018 om De Lille uit de partij te zetten. In oktober van dat jaar trad ze na bijna 7,5 jaar af als burgemeester.
Na haar vertrek bij de DA richtte De Lille de partij Good op. Bij de verkiezingen van 2019 veroverde ze twee zetels en keerde daarmee terug als parlementslid in de Nationale Vergadering. In het kabinet-Ramaphosa II, dat na de verkiezingen gevormd werd onder leiding van president Cyril Ramaphosa, werd De Lille benoemd tot minister van Openbare Werken en Infrastructuur. Na een kabinetsherschikking in maart 2023 werd ze minister van Toerisme, een functie die ze na de verkiezingen van 2024 behield in het kabinet-Ramaphosa III.

## Trivia
Het Zuid-Afrikaanse televisieprogramma Great South Africans plaatste haar in 2004 als 22ste op de lijst van grootste Zuid-Afrikanen.

## Verwijzingen
1. ↑  Zuid-Afrikaanse oppositiepartij zet burgemeester Kaapstad uit partij (VRT Nieuws, 13 mei 2018)
2. ↑  (en)  Great South Africans op de Engelstalige wikipedia

- Library of Congress Control Number: no2002094660
- Virtual International Authority File: 69149294074780520063
- WorldCat: E39PBJg4qG97DH4RY8gphkpMfq